# Karl Friedrich German von Hänlein
Karl Friedrich German Hänlein, ab 1841 von Hänlein (in manchen Darstellungen auch Hermann Friedrich Karl (von) Hänlein; * 8. Dezember 1794 in Erlangen; † 17. März 1866 in Stuttgart), war ein Jurist und trat als Beamter in den Dienst des Königreichs Württemberg. Er leitete von 1849 bis 1850 das württembergische Justizdepartement.

## Familie
Hänlein entstammte einer Gelehrtenfamilie aus Erlangen. Sein Vater Alexander Hänlein war der dortige Universitätsprofessor für evangelische Theologie. Die Mutter Justine war eine geborene Eyring. Aus der Professorenfamilie gingen mehrere Kinder hervor, von denen neben dem ältesten Sohn Karl Friedrich German Hänlein selbst noch drei seiner Geschwister überlebten.
Hänlein war evangelisch und heiratete im Jahre 1823 Henriette von Marchtaler aus Esslingen am Neckar, welche am 21. November 1863 verstarb. Die Ehe blieb kinderlos.

## Lebenslauf
Ab dem zehnten Lebensjahr wohnte Hänlein mit seinen Eltern in Ansbach, wo er bis 1809 das dortige Gymnasium besuchte. Er schloss die Gymnasialzeit 1810 am (heutigen) Wilhelmsgymnasium München ab und absolvierte anschließend am angeschlossenen Lyzeum das obligatorische Grundstudium (= Philosophie) mit Auszeichnung. Im Herbst 1812 begann er das Studium der Rechtswissenschaften an den Universitäten Erlangen und Göttingen, welches bis Ostern 1816 andauerte. Am 29. April 1817 promovierte Hänlein in Erlangen zum Doktor beider Rechte. Seine ersten praktischen Erfahrungen erwarb er durch Tätigkeiten an den königlich-bayerischen Landgerichten in Erlangen und München. Im August 1817 wurde Hänlein ausnahmsweise der Eintritt in die Kanzlei der Regierung des Isarkreises gewährt. Er arbeitete dort in der Kammer des Innern in München. Im Juni 1818 legte Hänlein in München die juristische Staatsprüfung als bester des Jahrgangs im ganzen Königreich Bayern ab. Im Oktober 1818 absolvierte er auch die Prüfung für den höheren Staatsdienst in der inneren Verwaltung des Königreichs mit Auszeichnung.
Da Hänlein eine Juristenlaufbahn in Bayern zum damaligen Zeitpunkt als wenig aussichtsreich einschätze, begab er sich auf Vermittlung seines Oheims, des Geheimen Rats von Gros, in den württembergischen Staatsdienst. Am 23. Februar 1819 trat er die Stelle eines Assessors beim Gericht in Esslingen an. Am 15. April 1823 erfolgte seine Beförderung auf eine Ratsstelle beim Gericht in Ellwangen. Am 23. Juli 1827 wechselte er in gleicher Funktion als Rat wieder zum Gericht nach Esslingen. Am 16. Mai 1839 gelangte er dort in die Position eines Obertribunalrats und Dirigenten und wurde am 3. September 1840 als Vizedirektor zum Gericht nach Ulm versetzt. Am 28. Oktober 1849 wurde er mit dem Titel eines Staatsrats zum Chef des Justizdepartements im neu gebildeten „Oktoberministerium“ berufen sowie ordentliches Mitglied des Geheimen Rats. In dieser Funktion, die nach heutiger Sicht der eines Justizministers entsprach, blieb er bis zum 2. Juli 1850. Am 31. Dezember 1861 wurde ihm der Titel eines Wirklichen Geheimenraths verliehen. Im Sommer 1865 trat Hänlein in den Ruhestand.

## Ehrungen
- Hänlein wurde am 30. Oktober 1841 Ritter und am 31. Dezember 1850 Komtur des Ordens der Württembergischen Krone. Damit war der württembergische personengebundene Adelsstand verbunden.
- Am 26. September 1854 erhielt er das Großkreuz des Friedrichs-Ordens.